# Mouvement de défense des exploitants familiaux
Le Mouvement de défense des exploitants familiaux (MODEF) est un syndicat agricole français créé en 1959.

## Histoire

### Création du MODEF
Le 7 avril 1959,, une quarantaine de militants paysans des départements du sud et du centre de la France issus de la section des fermiers et métayers et de la viticulture de la FNSEA se réunissaient à Toulouse pour créer une structure de coordination qui devenait le Mouvement de défense des exploitants familiaux.
Les fondateurs étaient « socialistes, comme Nègre, communistes, comme Soulié, anarcho-communistes, comme Raymond Mineau ; ou simplement militants du progrès social ». Leur objectif était de rompre définitivement avec la FNSEA, syndicat agricole unique à l'époque, en créant un mouvement syndical dissident.
Leurs références se trouvaient dans les luttes des métayers de l'Allier de 1900 ou celle des viticulteurs du Midi de 1907. Dans une France qui comptait encore 2 millions de paysans, leur objectif était de défendre les petits exploitants agricoles face aux gros propriétaires terriens partisans d'une agriculture productiviste et de concentration des exploitations, orientations alors mises en avant dans le cadre de la création de la Politique Agricole Commune.

### L'évolution du MODEF
Dans les années 1970-80, le MODEF parvient à concurrencer la FNSEA aux élections professionnelles dans nombre de départements (sud ouest, centre ou sud est de la France notamment). La disparition de centaines de milliers de petites exploitations à partir des années 1980 entraine un recul électoral du MODEF dans les collèges des chefs d'exploitation, voire à sa marginalisation dans les départements de grande culture du nord de la France. Il subsiste enraciné dans les départements de petite céréaliculture, d'élevage, de viticulture ou de culture de fruits et légumes, ainsi que dans les DOM TOM (Martinique, Guadeloupe) . Lors des élections des chambres d'agriculture en 2007 le MODEF a recueilli 2,6 % des suffrages dans le collège des chefs d'exploitation et assimilés.

## Sa position syndicale
Opposé à la loi d'orientation agricole, le MODEF considère les géants de l’agroalimentaire et de la grande distribution comme responsables des difficultés de l’agriculture. Il revendique un prix minimum garanti pour toutes les productions, de façon à soutenir les petites et moyennes exploitations agricoles, garantir la qualité des productions, compenser les handicaps naturels et promouvoir le rôle de l’agriculture dans l’aménagement du territoire et l'environnement.
Partisan, selon son slogan, d'« une agriculture rémunératrice, citoyenne et durable », le MODEF dénonce la mise en concurrence des paysans du monde entier portée par la mondialisation libérale, les délocalisations de productions et le dumping social, l'accélération de la concentration et l'agro-industrialisation. Il milite pour la défense des outils coopératifs, pour la souveraineté et la sécurité alimentaire. Face aux dérégulations, il met au centre de son action la nécessité d'une intervention publique sur les marchés agricoles et alimentaires, notamment par un encadrement des importations et des pratiques spéculatives de la grande distribution et des chaînes de restauration. Favorable à la coopération entre nations, le MODEF souhaite que l’UE et l'OMC exemptent les produits agricoles et alimentaires de la règle de concurrence libre et non faussée.
Le MODEF agit pour une réelle démocratie participative en agriculture, que ce soit dans les chambres d'agriculture, mais aussi dans l'ensemble des organismes agricoles. Il demande l'abrogation du décret fixant à 15 % des suffrages aux élections consulaires le seuil de représentativité des organisations syndicales agricoles, ainsi que l'association de toutes les organisations sans exclusive aux décisions des CDOA et des SAFER.
Désireux de reconquérir un espace syndical aux côtés des victimes de la spéculation sur les marchés agricoles, le MODEF appelle notamment à l'action unie des paysans et de leurs organisations, qu'il s'agisse de la Confédération paysanne, créée dans les années 1980, avec qui il partage le refus du libéralisme, de la Coordination Rurale qui milite pour que l’Union Européenne rééquilibre les productions excédentaires et déficitaires, dans un souci de sécurité alimentaire, mais aussi du syndicalisme majoritaire (FNSEA/JA), pris en contradiction entre ses orientations libérales et les effets dévastateurs de la libéralisation des marchés agricoles sur la paysannerie et les campagnes françaises. Le MODEF a ainsi pris une part centrale dans les luttes unitaires qui ont abouti en janvier 2005 à la réintroduction dans la législation française du coefficient multiplicateur, instrument destiné à encadrer les marges abusives des intermédiaires de la distribution. Ayant rejoint Via Campesina en 2001, le MODEF participe aux initiatives altermondialistes. Le congrès national de Fournols, les 5 et 6 avril 2006, a confirmé ces orientations, pour un syndicalisme combatif et rassembleur au service des paysans, porteur de valeurs progressistes.
Le mouvement est présidé depuis avril 2019 par Pierre Thomas, éleveur de l'Allier, succédant à Jean Mouzat, éleveur en Corrèze.
Le MODEF est membre de Via Campesina Europe.
Le MODEF s'oppose au retour des néonicotinoïdes.